# Cyclamen repandum
Il ciclamino primaverile (Cyclamen repandum Sm.) è una specie di pianta erbacea perenne appartenente alla famiglia delle Primulacee.

## Descrizione

### Portamento
Pianta erbacea semi-rustica geofita bulbosa alta tra i 10 ed i 20 centimetri.

### Foglie
Le foglie hanno forma triangolare, delle dimensioni comprese tra i 4-8 centimetri in larghezza ed 4-9 centimetri in lunghezza e con un lungo picciolo variabile tra i 6 ed i 16 centimetri. Il margine si presenta lievemente lobato. La pagina superiore è di colore verde scuro con variegatura argentea mentre quella inferiore si presenta di colore variabile dal rosso al verde chiaro.

### Fiori
Il fiore è unico, di colore viola chiaro o fucsia, inodore e con un peduncolo di 12-20 centimetri. Il tubo corollino ha un diametro di 6-7 millimetri. Le lacinie sono rivolte all'indietro e delle dimensioni di 5-6 millimetri di larghezza e 18-22 millimetri di lunghezza. La fioritura avviene in primavera, nel periodo compreso tra aprile e maggio.

### Radici
La radice è costituita da un tubero tondeggiante del diametro di 2-6 centimetri. Le radichette si formano nella zona centrale della faccia inferiore mentre, sulla faccia superiore, si sviluppano le foglie ed i fiori.

## Distribuzione e habitat
È originaria dell'Europa meridionale e dell'Italia. Il suo habitat naturale è rappresentato dai boschi ombrosi di leccio e dalla macchia di cespugli anche se, raramente, si può trovare nei boschi decidui. Vegeta a quote comprese tra 0 e 1.200 metri.

## Usi

### Usi terapeutici
Recenti studi hanno dimostrato le proprietà analgesiche ed antinfiammatorie della pianta.